# Taking One for the Team
| Recensione           | Giudizio |
| -------------------- | -------- |
| AllMusic             |          |
| Consequence of Sound | D+       |
| Kerrang!             |          |
| Idobi Radio          |          |
| Renowned for Sound   |          |
| The AU Review        |          |

Taking One for the Team è il quinto album in studio del gruppo musicale canadese Simple Plan, pubblicato il 19 febbraio 2016 dalla Atlantic Records.

## Il disco
Largamente anticipato dal singolo Boom!, pubblicato nell'agosto 2015 ancora a metà delle sessioni di registrazione del disco, l'album e la sua data di pubblicazione sono stati annunciati ufficialmente il 30 novembre 2015. Un altro singolo, Saturday, era già stato pubblicato nel giugno dello stesso anno, ma è stato successivamente smentito dal batterista Chuck Comeau che sarebbe stato inserito nel nuovo album.
In aggiunta a Boom!, nel settembre e nell'ottobre 2015 vengono pubblicati rispettivamente I Don't Wanna Be Sad e I Don't Wanna Go to Bed, quest'ultimo realizzato in collaborazione con il rapper Nelly e accompagnato da un video ufficiale. Un ultimo singolo in anticipazione del disco, Opinion Overload, è stato pubblicato nel febbraio 2016, anch'esso accompagnato da un video musicale. Nel marzo 2016 una versione di Singing in the Rain senza la partecipazione dei R. City viene pubblicata come quinto singolo dell'album, seguito il mese successivo da un video ufficiale.

## Tracce
Testi e musiche dei Simple Plan, eccetto dove indicato.
1. Opinion Overload – 3:19 (Simple Plan, Nathaniel Company)
2. Boom! – 3:10 (Simple Plan, Nick Bailey, Ryan Ogren)
3. Kiss Me Like Nobody's Watching – 3:22
4. Farewell (feat. Jordan Pundik) – 3:21 (Simple Plan, Nick Bailey, Ryan Ogren)
5. Singing in the Rain (feat. R. City) – 3:42 (Simple Plan, Theron Thomas, Timothy Thomas)
6. Everything Sucks – 3:31
7. I Refuse – 3:18
8. I Don't Wanna Go to Bed (feat. Nelly) – 3:08 (Simple Plan, Christopher J. Baran, Cornell Haynes)
9. Nostalgic – 3:06 (Simple Plan, Nathaniel Company)
10. Perfectly Perfect – 3:07 (Simple Plan, Tom Higgenson, Ryan Stewart)
11. I Don't Wanna Be Sad – 3:13
12. P.S. I Hate You – 3:03
13. Problem Child – 3:41 (Simple Plan, Justin Tranter)
14. I Dream About You (feat. Juliet Simms) – 4:11

## Formazione
Simple Plan
- Pierre Bouvier – voce
- Jeff Stinco – chitarra solista, cori
- Sébastien Lefebvre – chitarra ritmica, voce secondaria
- David Desrosiers – basso, voce secondaria
- Chuck Comeau – batteria, cori

Altri musicisti
- Jordan Pundik – voce in Farewell
- R. City – rapping in Singing in the Rain
- Nelly – rapping in I Don't Wanna Go to Bed
- Juliet Simms – voce in I Dream About You
- Howard Benson – Hammond B3, Vox Continental
- Jonny Litten – tastiera, programmazione, cori
- Lenny Skolnik – tastiera, programmazione, cori
- Chady Awad – cori
- Melanie Fontana – cori
- Myah Langston – cori
- Sidnie Tipton – cori
- Bob Cole – voce telecronista in I Dream About You

Produzione
- Howard Benson – produzione
- Ryan Stewart – produzione in Perfectly Perfect
- Hatsukazu "Hatch" Inagaki – ingegneria del suono
- Mike Plotnikoff – ingegneria del suono
- Chris Bousquet – assistenza all'ingegneria
- Wendell Teague – assistenza all'ingegneria
- Marc VanGool – tecnico chitarre
- Gersh – tecnico percussioni
- Paul DeCarli – editing digitale
- Neal Avron – missaggio
- Scott Skrzynski – assistenza al missaggio
- Chris Gehringer – mastering
- Simple Plan – direzione artistica, concept
- Fred Jérôme – direzione artistica, concept, layout
- Chapman Baehler – fotografia
- Pete Ganbarg – A&R
- Michael Parker – A&R
- Chris Brown – management progetto
- Devi Ekanand – coordinazione progetto

## Classifiche
| Classifica (2016)          | Posizione massima |
| -------------------------- | ----------------- |
| Australia                  | 12                |
| Austria                    | 18                |
| Belgio (Fiandre)           | 45                |
| Belgio (Vallonia)          | 104               |
| Canada                     | 4                 |
| Germania                   | 30                |
| Giappone                   | 21                |
| Italia                     | 36                |
| Paesi Bassi                | 59                |
| Regno Unito                | 44                |
| Regno Unito (rock & metal) | 4                 |
| Stati Uniti                | 94                |
| Stati Uniti (alternative)  | 11                |
| Stati Uniti (rock)         | 15                |
| Svizzera                   | 10                |